# داويت إسحاق
داويت إسحاق بالفرنسية (Dawit Isaac) ولد في 27 تشرين الثاني / أكتوبر 1964 في أريتريا، هو صحفي وكاتب سويدي من أصل إريتري.

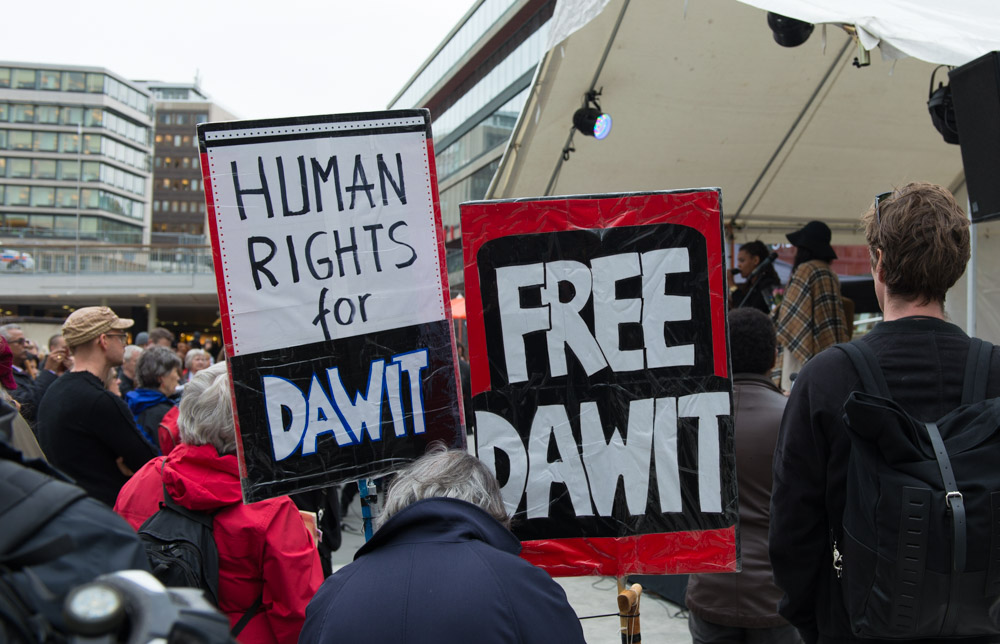
مظاهرة لحرية داويت إسحاق في عام 2015

## حياته
سافر إلى السويد في عام 1987 وحصل على الجنسية السويدية في عام 1992، ولكنه حافظ على جنسيته الإريترية السابقة. وبعد الحرب عاد إلى أسمرة حيث كان يعمل كصحفي لأول صحيفة مستقلة.

## سجنه

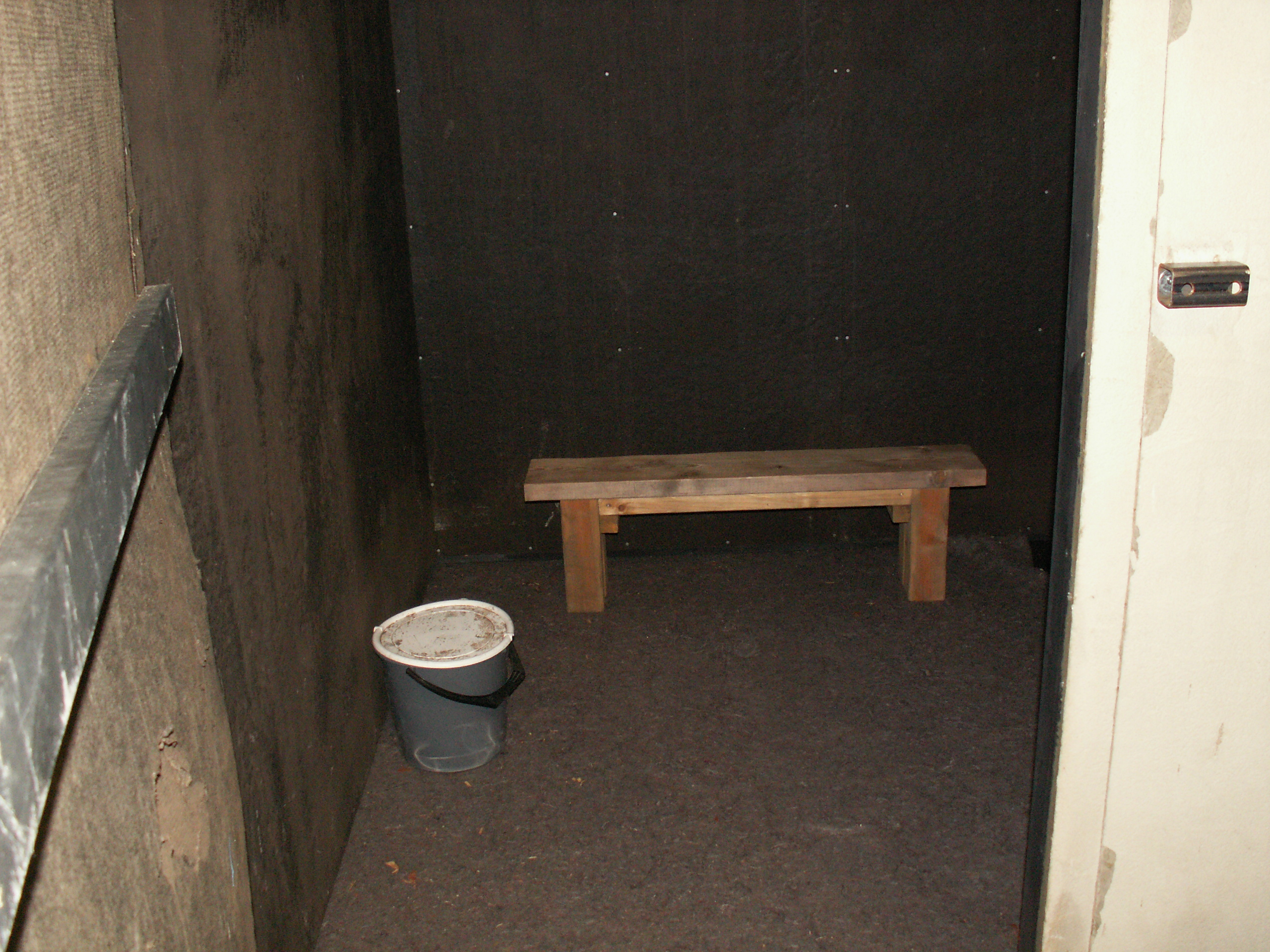
غرفة سجن كان بها داويت إسحاق

في أيلول / سبتمبر من عام 2001، سجن إسحاق وعدد من الصحفيين الآخرين للكتابة عن مجموعة من أعضاء مجلس الوزراء الذين كانوا يطالبون بإصلاحات ديمقراطية. من بين السياسيين والصحفيين المُسجونين منذ 2001، توفي عشرة على الأقل في السجن، من بينهم وزير الخارجية السابق محمود أحمد شريفو والصحفي فيسهاي يوهانيس.

## تكريمه
حاز على الجائزة الدولية لحرية الصحافة من اليونسكو في عام 2017.